# Az eszperantó nyelv propedeutikai szerepe
Az eszperantó propedeutikai értéke az eszperantó azon hatása, amely felkészíti a tanulókat más idegen nyelvek elsajátítására. Bizonyított tény, hogy egy másik nyelv elsajátítása javítja az anyanyelv használatának és más kultúrák sikeres felfedezésének képességét. A tervezett eszperantó nyelvről világszerte számos országban bebizonyosodott, hogy jó felkészítő eszköz más nyelvek tanulására. Tanulmányok, mint például Helmar Frank a Paderborni Egyetemen illetve a San Marinói Nemzetközi Tudományos Akadémián, arra a következtetésre jutottak, hogy egy év eszperantótanulás iskolában olyan képességet hoz létre, amely egyenértékű azzal, amit az átlagos tanuló elér az európai nemzeti nyelveken hat év alatt. Két év eszperantó nyelv tanulás, javította a tanulók képességét a célnyelv elsajátításához, azokhoz képest, akik a teljes időt a célnyelv tanulásával töltötték.

## Felmérések
A németországi Paderborni Egyetem Pedagógiai Kibernetikai Intézete által lebonyolított előkészítő oktatás felkészítette a hallgatókat a nyelvek lényeges jellemzőinek megismerésére, a nemzetközi eszperantó nyelvet tanítva, amely egyszerű szerkezetű, szinte teljesen szabályos, illetve agglutinatív jellegének köszönhetően kombinálható morfológiai elemekre bontható; ez a nyelv könnyen asszimilálható, és alkalmasságot fejleszt ki más nyelvek elsajátításához.
- EKPAROLI program (Melbourne, Ausztrália) – 1994-2000[forrás?]
- Nemzetközi Pedagógiai Kísérlet – Eszperantó Tanárok Nemzetközi Szövetsége szervezésében – 1971–1974[forrás?]
- Kísérlet egy olasz általános iskolában – 1983–1988[forrás?]
- Nemzetközi Pedagógiai Kísérlet – Eszperantó Tanárok Nemzetközi Szövetsége szervezésében – 1975–1977[forrás?]
- Nyelvoktatási Intézet Paderborn (Németország) – 1970-es évek vége 1980-as évek eleje[3]
- Eötvös Loránd Tudományegyetem (Budapest, Magyarország) – 1962–1963[4]
- Nyári középiskola (Finnország) – 1958–1963[forrás?]
- Egerton Park Iskola, Denton (Manchester, Egyesült Királyság) – 1948[forrás?]
- Tartományi Gimnázium Sheffield (Anglia) – 1947–1951[forrás?]
- Public High School New York (USA) – 1934–1935[5]
- Columbia Egyetem, New York (USA) – 1925–1931[6]
- Wellesley College (Massachusetts, USA) – 1924[7]
- Lány Középiskola Bishop Auckland – 1918–1924[8]

## Fordítás
- Ez a szócikk részben vagy egészben  a   Propedeŭtika valoro de Esperanto című eszperantó Wikipédia-szócikk ezen változatának fordításán alapul.  Az eredeti cikk szerkesztőit annak laptörténete sorolja fel. Ez a jelzés csupán a megfogalmazás eredetét és a szerzői jogokat jelzi, nem szolgál a cikkben szereplő információk forrásmegjelöléseként.
- Ez a szócikk részben vagy egészben  a   Propaedeutic value of Esperanto című angol Wikipédia-szócikk ezen változatának fordításán alapul.  Az eredeti cikk szerkesztőit annak laptörténete sorolja fel. Ez a jelzés csupán a megfogalmazás eredetét és a szerzői jogokat jelzi, nem szolgál a cikkben szereplő információk forrásmegjelöléseként.